# Flugschüler
Ein Flugschüler (englisch Student Pilot) ist eine Person, die zum Erwerb oder zur Erweiterung einer Fluglizenz an einer Flugschule durch Fluglehrer ausgebildet wird.
Im deutschen Sprachgebrauch kann der Flugschüler sowohl eine Person ohne fliegerische Ausbildung sein, in der deutschen Fliegersprache oft als Fußgänger bezeichnet, als auch ein Pilot, der eine weitere fliegerische Qualifikation erwerben möchte. Voraussetzungen und Rechte des Flugschülers sind in den verschiedenen Gesetzen und Verordnungen auf internationaler und nationaler Ebene festgelegt.

## Voraussetzungen
Zum Erwerb einer durch die Internationale Zivilluftfahrtorganisation ICAO anerkannten Lizenz, wie Privatpilotenlizenz, Berufspilotenlizenz und Verkehrspilotenlizenz, gibt es folgende Voraussetzungen und Einschränkungen:
- Der Flugschüler darf keine Gefahr für die Luftfahrt darstellen.
- Der Flugschüler soll keine Alleinflüge durchführen ohne Aufsicht oder Genehmigung durch den Fluglehrer
- Ein Flugschüler soll keinen internationalen Flug im Alleinflug durchführen, außer beide Staaten stimmen dem zu.
- Medizinisches Tauglichkeitszeugnis Klasse 2

### Europäische Union

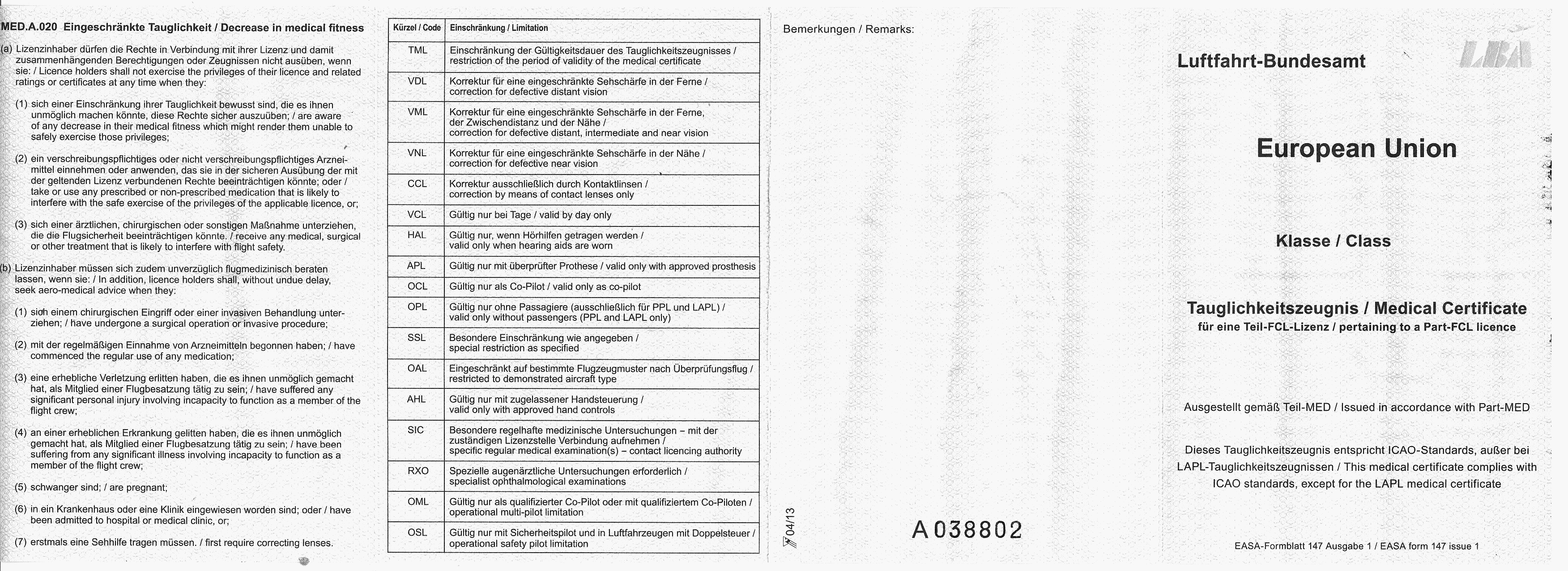
In Deutschland ausgestelltes fliegerärztliches Tauglichkeitszeugnis

Für alle Mitgliedsstaaten der Europäische Agentur für Flugsicherheit (EASA) wird die Lizenzierung von Luftfahrtpersonal und damit auch die Stellung des Flugschülers durch die Verordnung (EU) Nr. 1178/2011 (EU-FCL)  geregelt:
- Flugschüler benötigen für einen Alleinflug eine Ermächtigung und müssen von einem Fluglehrer überwacht werden.
- Mindestalter vor dem ersten Alleinflug ist bei Segelflug und Ballonflug das vollendete 14. Lebensjahr, für alle anderen Luftfahrzeugkategorien das 16. Lebensjahr.
- Medizinisches Tauglichkeitszeugnis
- Als deutsche Besonderheit innerhalb der Europäischen Union gibt es eine Zuverlässigkeitsüberprüfung für Flügschüler nach § 7 Luftsicherheitsgesetz vor Aufnahme der Ausbildung. Zur Überprüfung dürfen die Luftsicherheitsbehörden Auskünfte bei den Polizeivollzugs- und Verfassungsschutzbehörden, dem Bundeskriminalamt, dem Bundesamt für Verfassungsschutz, dem Bundesnachrichtendienst, dem Militärischen Abschirmdienst, dem Zollkriminalamt, der Bundesbeauftragten für die Unterlagen des Staatssicherheitsdienstes der ehemaligen DDR sowie beim Bundeszentralregister einholen. Ausgenommen sind nur Flugschüler von Segelflugzeugen oder Luftsportgeräten.

### Vereinigte Staaten
In den Vereinigten Staaten wird für Flugschüler eine eigene Lizenz (englisch Student Pilot Certificate) von der Federal Aviation Administration (FAA) ausgegeben. Sie ist beim Alleinflug mitzuführen und weist gegenüber Behörden in Verbindung mit dem Eintrag des Fluglehrers im Flugbuch die Rechte als Flugschüler und die Berechtigung zum Alleinflug nach. Voraussetzungen sind:
- Mindestalter bei Segelflug und Ballonflug ist das vollendete 14. Lebensjahr, für alle anderen Luftfahrzeugkategorien das 16. Lebensjahr
- Beherrschen der englischen Sprache in Wort und Schrift

Ausländer müssen vor dem Aufnahme der Flugausbildung in den USA oder zum Erwerb einer FAA Lizenz außerhalb der USA das Alien Flight Student Program (AFSP) durchlaufen. Es handelt sich hierbei um eine Sicherheitsüberprüfung durch die Transportation Security Administration des United States Department of Homeland Security und wurde als Reaktion auf die Terroranschläge am 11. September 2001 eingeführt.

## Ausbildung

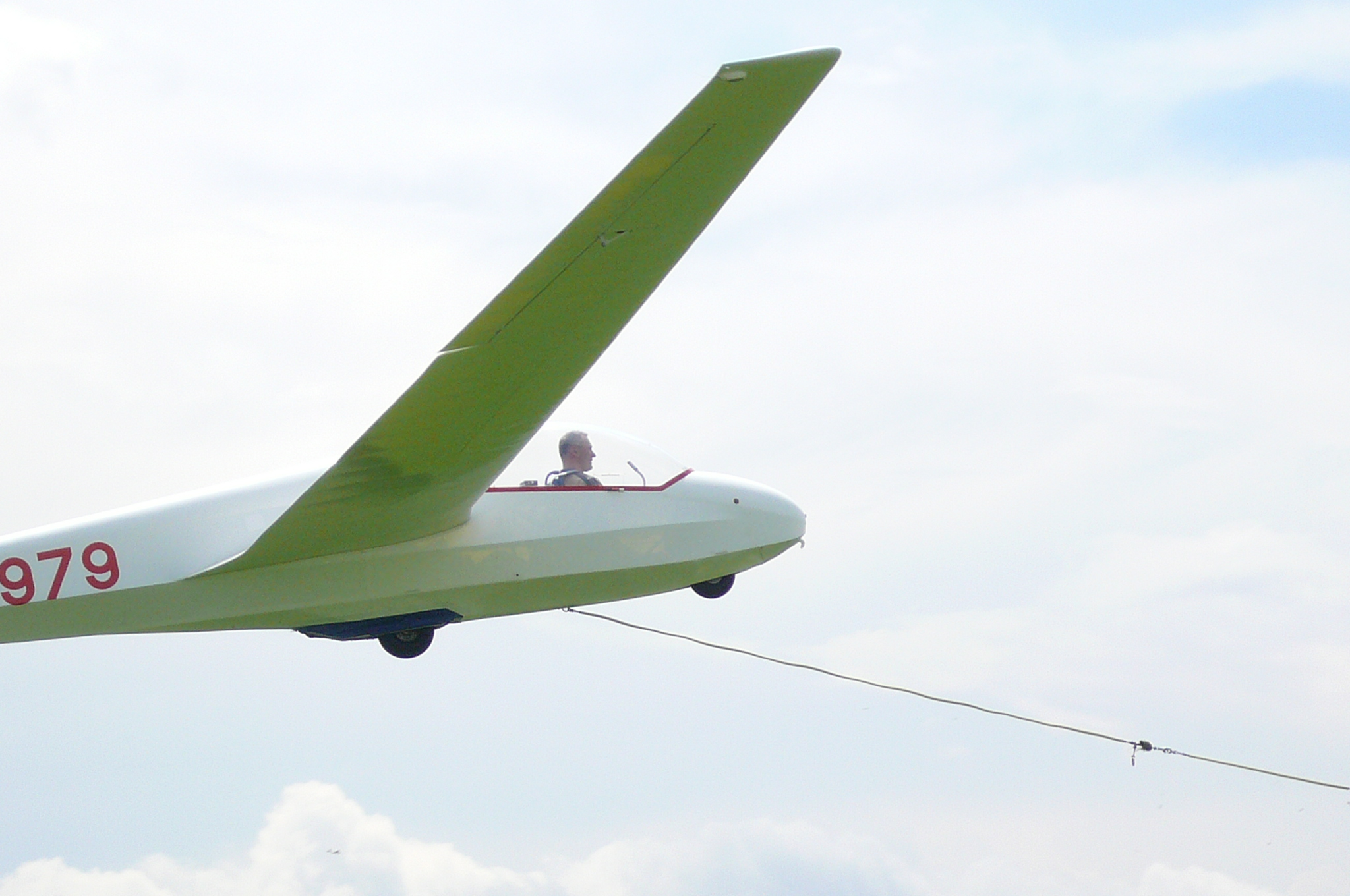
Besonderer Tag für Flugschüler-Erster Alleinflug

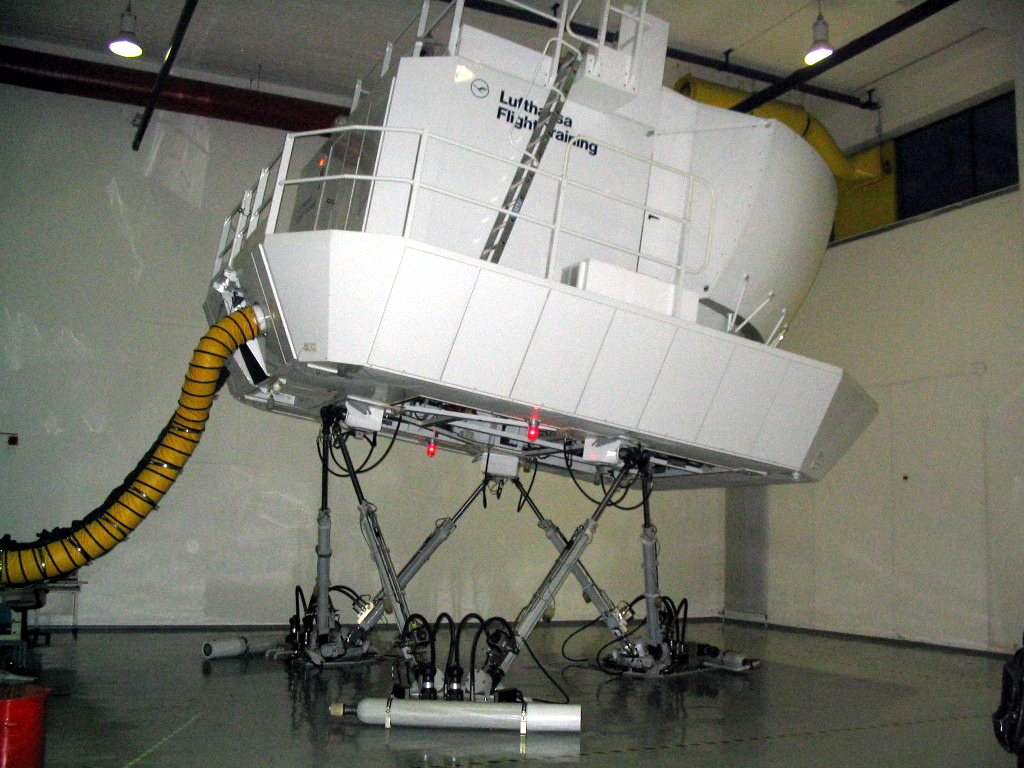
Flugsimulator ist heute Teil der Ausbildung von Flugschülern

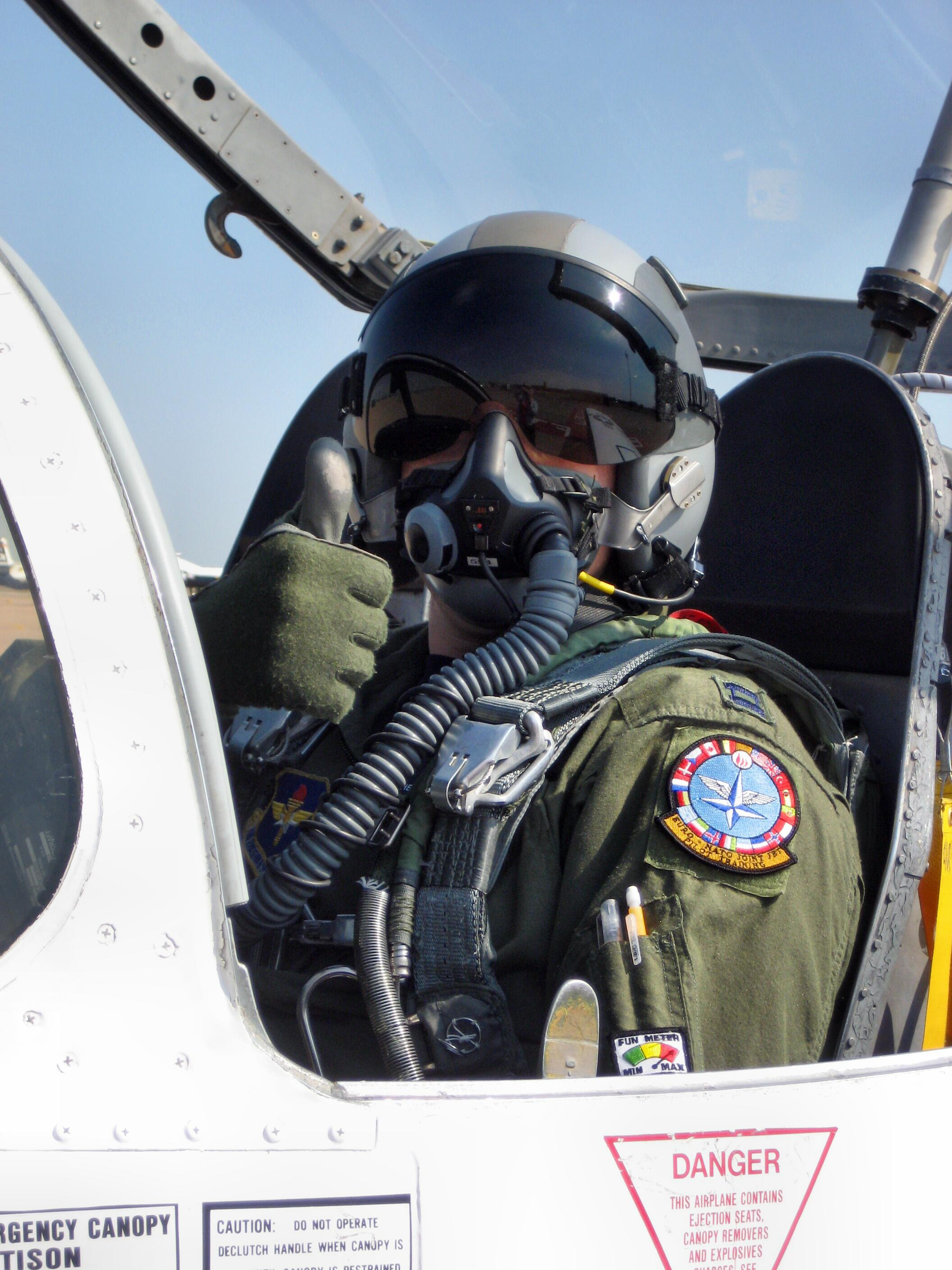
Flugschüler auf Schulflugzeug Cessna T-37

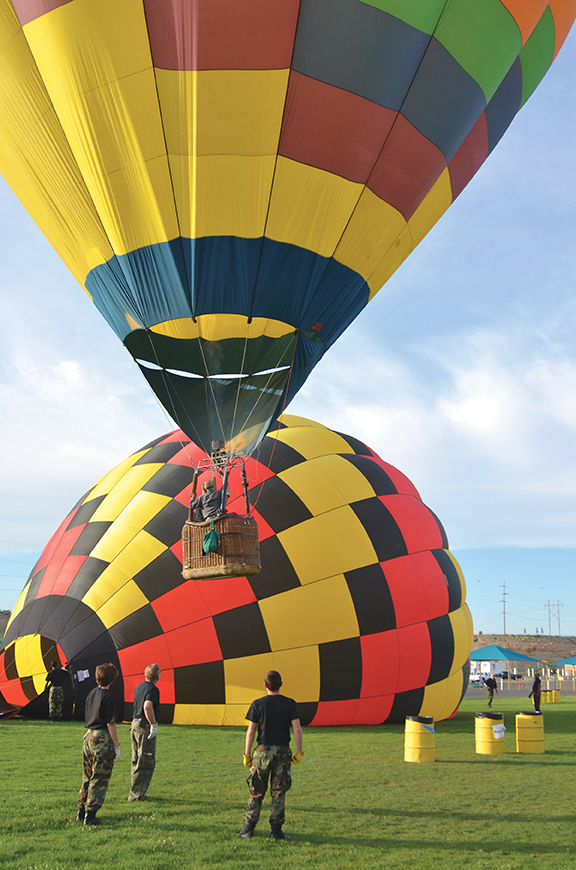
Kadetten der Civil Air Patrol in USA bei der Ballonausbildung

### Flugschule
Eine Flugschule ist eine Institution, die es Interessierten ermöglicht, die Handhabung und Führung eines Fluggerätes zu erlernen oder bereits vorhandene Kenntnisse zu vertiefen. Die Ausbildung der Flugschüler erfolgt in Theorie und Praxis durch Fluglehrer. Dabei wird die praktische Handhabung des Fluggeräts in Flugstunden auf für die Schulung geeigneten Luftfahrzeugen, z. B. Schulflugzeugen, erlernt. Grundsätzlich gibt es bei den EASA-Mitgliedsstaaten zwei unterschiedliche Flugschulen:
- Zugelassene Ausbildungsorganisationen, (englisch Approved Training Organisation) ATO, welche einen umfangreichen Genehmigungsprozess durchlaufen und alle Arten von Luftfahrzeugführern, insbesondere auch Berufspiloten und Verkehrspiloten ausbilden, z. B. Verkehrsfliegerschulen.
- Erklärte Ausbildungsorganisationen, (englisch Declared Training Organisation) DTO,  welche bis zur Privatpilotenlizenz und nur im Sichtflug ausbilden dürfen. Als Beispiel sind hier die kleinen Flugschulen der Luftsportvereine genannt.[6]

### Theorie
In der theoretischen Ausbildung werden meist folgende Fächer gelehrt, die um weitere Fächer, je nach Luftfahrzeugklasse oder Pilotenlizenz ergänzt werden.
- Luftrecht
- Menschliches Leistungsvermögen
- Flugnavigation
- Meteorologie
- Sprechfunkverkehr
- Navigation
- Aerodynamik
- Flugzeugtechnik
- Instrumentenkunde

### Praxis
Die praktische Flugausbildung findet meist in mehreren Phasen statt. Beispielhaft wird hier die Ausbildung zur Privatpilotenlizenz genannt:
- In der ersten Phase lernt der Flugschüler das Fluggerät am Boden und in der Luft zu steuern und zu beherrschen. Start und Landung sind weitere Bestandteile der Ausbildung. Ziel ist der erste Alleinflug in der Platzrunde. Meist wird vor diesem Alleinflug der Flugschüler intern durch einen zweiten Fluglehrer oder den Ausbildungsleiter bei einem Flug geprüft.
- Nach mehreren Alleinflügen mit Flugauftrag durch den Fluglehrer folgt die Ausbildung in Flugplanung und Flugnavigation mit mehreren Überlandflügen. Dazu gehören zusätzlich Sprechfunk und der Flug im kontrollierten Luftraum, einschließlich Landen auf kontrollierten Flugplätzen. Die Phase wird mit einem oder mehreren Überlandflügen im Alleinflug abgeschlossen.
- Die letzte Phase dient der Prüfungsvorbereitung. Der Ablauf der Prüfung mit den entsprechenden Verfahren – insbesondere Notverfahren – wird geübt. Diese Phase und die Ausbildung endet mit einer mehrstündigen mündlichen und praktischen Prüfung vor einem durch die Luftfahrtbehörde bestellten Prüfer.

### Militärische Ausbildung
Flugschüler in der militärischen Luftfahrt sind meist angehende Offiziere, seltener Unteroffiziere, welche eine fliegerische Ausbildung durchlaufen. Meistens findet vor dem eigentlichen Beginn der Ausbildung ein allgemeines und fliegerisches Auswahlverfahren statt, in dem sichergestellt werden soll, dass nur gut geeignete Kandidaten die straff organisierte und fliegerisch anspruchsvolle Ausbildung durchlaufen. Dabei kann die fliegerische Ausbildung
- nach Abschluss der allgemeinen militärischen und akademischen Ausbildung zum Offizier oder Unteroffizier erfolgen, wie z. B. bei der fliegerischen Ausbildung in der Bundeswehr.
- Teil einer militärischen und akademischen Gesamtausbildung an einer Militärschule oder Akademie sein, z. B. der IAF-Flugakademie der israelischen Luftwaffe.
- zum Teil vor oder während des Militärdienstes an zivilen Flugschulen erfolgen, z. B. in der Schweiz oder bei den Transportfliegern der Bundeswehr.

Zudem haben viele Staaten eine vormilitärische Ausbildung für Flügschüler eingeführt, welche eine Eignungsfeststellung durchführt oder eine fliegerische Grundausbildung, z. B. in der Schweiz als vordienstliche Ausbildung oder in den USA das Kadettenprogramm der Civil Air Patrol.